# Рыбушкин, Михаил Самсонович
Михаил Самсонович Рыбушкин (1792—1849) — российский педагог, историк-краевед.

## Биография
Родился в Симбирске в 1792 году в семье канцелярского чиновника, губернского регистратора.
С 1801 года учился в Казанской гимназии, с 1810 года — на словесном отделении Казанского университета, который фактически представлял в то время высшие классы казанской гимназии. Тем не менее, в 1812 году он получил степень кандидата университета и 22 мая был назначен учителем славяно-российского класса в казанскую гимназию. Два года спустя (2 октября 1814 года) был назначен в гимназии комнатным надзирателем. Со 2 апреля 1815 года занимал должность учителя истории и географии; с 1 января 1816 до 24 апреля 1819 года был корректором университетской типографии; с 27 января 1820 года — старший учитель исторических наук, а с 16 августа того же года ещё и член гимназического Совета; наконец, с 4 августа 1823 года стал исполняющим должность инспектора гимназии.
В 1821 году, составив славянскую грамматику, он пытался получить звание адъюнкта российской словесности при Казанском университете, но его постигла неудача, и лишь 17 сентября 1823 года он был избран и утверждён в этой должности. Назначенный членом Училищного комитета (27 августа 1824 года), он ровно через год оставил эту должность, которую снова занял 30 июня 1827 года. При этом, 2 августа 1826 года он был назначен секретарём отделения словесных наук Казанского университета, а также в течение ряда лет исправлял должность директора Казанских училищ, продолжая оставаться адъюнктом в университете.
В связи с назначением директором училищ Астраханской губернии 28 февраля 1835 года был уволен из Казанского университета. С декабря 1843 года, получив чин статского советника, был назначен директором училищ Пензенской губернии. В Пензе у него произошли крупные служебные неприятности, что и было причиной выхода его в отставку в декабре 1845 года. С 17 ноября 1830 года был управляющим Университетской типографией.
Выступил на литературное поприще в 1814 году, напечатав трагедию в прозе «Иоанн, или взятие Казани» (Казань: В Университетской типографии, 1814. — [8], 110 с.). Остальные его произведения — несколько стихотворений и статей исторического, географического и статистического характера о Казанской губернии — печатались в «Казанском вестнике», в «Прибавлениях» к нему и в «Казанских губернских ведомостях». 
В 1832—1834 годах вместе с Полиновским издавал в Казани журнал «Заволжский муравей», где размещал многие свои материалы. Как историк-краевед Рыбушкин написал «Краткую историю Казани» (1834. — Часть 1, Часть 2; 2-е изд. — Часть 1. — 1849; Часть 2. — 1849) и «об Астрахани» (1841).
Умер 20 марта (1 апреля) 1849 года в Казани «от горячки».
Был женат; имел сыновей — Александра, Петра, Андрея и Михаила. Род был внесён в З-ю часть дворянской родословной книги Казанской губернии по определению Казанского дворянского депутатского собрания от 7 января 1824 года и утверждён указом Герольдии от 15 октября 1843 года.